# Spirits in the Forest
Spirits in the Forest - A Depeche Mode Film es un documental del grupo inglés de música electrónica Depeche Mode (Martin Gore, Andrew Fletcher, David Gahan), dirigido por Anton Corbijn, publicado en 2019, el cual tuvo, en principio, una exhibición especial de una noche en 2400 cinemas del mundo, para posteriormente ponerlo a disposición en las plataformas Vimeo, Prime Video, Google Play, Apple TV, así como en Spotify. El documental fue publicado en formato digital en 2020, conteniendo adicionalmente el álbum en directo Live Spirits, en audio y vídeo (estilizado como LiVE SPiRiTS).
Es su segundo documental, el primero en formato digital solo en descarga a través de Internet. Como su nombre indica, contiene material de dos conciertos, estos dos especiales, los últimos realizados, el 23 y 25 de julio de 2018 en el Teatro del Bosque de Berlín, de esa ciudad, en Alemania, correspondientes a la gira Global Spirit Tour con motivo del álbum Spirit de 2017.

## Live Spirits
Edición estándar
| DVD 1 - Depeche Mode Spirits in the Forest |                                      |          |  |
| N.º                                        | Título                               | Duración |  |
| 1.                                         | «Spirits in the Forest» (documental) | 82:37    |  |

| DVD 2 - Depeche Mode Live Spirits |                                                                                                  |          |  |
| N.º                               | Título                                                                                           | Duración |  |
| 1.                                | «Intro instrumental» (en vivo en Berlín en 2018)                                                 | 2:27     |  |
| 2.                                | «Going Backwards» (en vivo en Berlín en 2018)                                                    | 6:24     |  |
| 3.                                | «It's No Good» (en vivo en Berlín en 2018)                                                       | 5:19     |  |
| 4.                                | «A Pain That I'm Used to» (en vivo en Berlín en 2018, en su forma Jacques Lu Cont Remix)         | 4:42     |  |
| 5.                                | «Useless» (en vivo en Berlín en 2018, en su forma Remix)                                         | 5:54     |  |
| 6.                                | «Precious» (en vivo en Berlín en 2018)                                                           | 5:12     |  |
| 7.                                | «World in My Eyes» (en vivo en Berlín en 2018)                                                   | 5:44     |  |
| 8.                                | «Cover Me» (en vivo en Berlín en 2018)                                                           | 5:31     |  |
| 9.                                | «The Things You Said» (en vivo en Berlín en 2018)                                                | 4:04     |  |
| 10.                               | «Insight» (en vivo en Berlín en 2018; en versión acústica sólo con piano)                        | 6:30     |  |
| 11.                               | «Poison Heart» (en vivo en Berlín en 2018)                                                       | 3:30     |  |
| 12.                               | «Where's the Revolution» (en vivo en Berlín en 2018)                                             | 5:06     |  |
| 13.                               | «Everything Counts» (en vivo en Berlín en 2018)                                                  | 8:28     |  |
| 14.                               | «Stripped» (en vivo en Berlín en 2018)                                                           | 5:17     |  |
| 15.                               | «Enjoy the Silence» (en vivo en Berlín en 2018)                                                  | 7:44     |  |
| 16.                               | «Never Let Me Down Again» (en vivo en Berlín en 2018)                                            | 6:38     |  |
| 17.                               | «I Want You Now» (en vivo en Berlín en 2018; en versión acústica sólo con piano)                 | 4:44     |  |
| 18.                               | «"Heroes"» (en vivo en Berlín en 2018)                                                           | 6:49     |  |
| 19.                               | «Walking in My Shoes» (en vivo en Berlín en 2018, con elementos de su versión Random Carpet Mix) | 8:58     |  |
| 20.                               | «Personal Jesus» (en vivo en Berlín en 2018)                                                     | 7:01     |  |
| 21.                               | «Just Can't Get Enough» (en vivo en Berlín en 2018)                                              | 8:27     |  |
| 22.                               | «Créditos» (con un fragmento del tema Pimpf)                                                     | 2:24     |  |

Créditos
Anton Corbijn - dirección
David Gahan - vocales
Martin Gore - guitarra, vocales y teclados
Andrew Fletcher - teclados
Christian Eigner - batería
Peter Gordeno - teclados, incluyendo el modo piano, apoyo vocal y bajo eléctrico
Dominic Freeman - producción
Jonathan Kessler - producción
Alex Pollock - producción
Rob Stringer - producción ejecutiva con DM
La mayoría de los temas fueron compuestos por Martin Gore, excepto Cover Me y Poison Heart que fueron compuestos por David Gahan, Peter Gordeno y Christian Eigner, "Heroes" que fue compuesto por David Bowie y Brian Eno, y Just Can't Get Enough que fue compuesto por Vince Clarke.

### Edición en CD
Los dos CD aparecen en la edición estándar, pero además se publicaron por separado, los cuales representan un álbum doble en directo.
 Esta es la edición en formato digital a través de Spotify.

| Depeche Mode Live Spirits CD 1 |                                                                                          |          |  |
| N.º                            | Título                                                                                   | Duración |  |
| 1.                             | «Intro instrumental» (en vivo en Berlín en 2018)                                         | 2:30     |  |
| 2.                             | «Going Backwards» (en vivo en Berlín en 2018)                                            | 6:12     |  |
| 3.                             | «It's No Good» (en vivo en Berlín en 2018)                                               | 4:56     |  |
| 4.                             | «A Pain That I'm Used To» (en vivo en Berlín en 2018, en su forma Jacques Lu Cont Remix) | 4:29     |  |
| 5.                             | «Useless» (en vivo en Berlín en 2018, en su forma Remix)                                 | 5:32     |  |
| 6.                             | «Precious» (en vivo en Berlín en 2018)                                                   | 4:56     |  |
| 7.                             | «World in My Eyes» (en vivo en Berlín en 2018)                                           | 5:31     |  |
| 8.                             | «Cover Me» (en vivo en Berlín en 2018)                                                   | 5:08     |  |
| 9.                             | «The Things You Said» (en vivo en Berlín en 2018)                                        | 3:47     |  |
| 10.                            | «Insight» (en vivo en Berlín en 2018; en versión acústica sólo con piano)                | 5:37     |  |
| 11.                            | «Poison Heart» (en vivo en Berlín en 2018)                                               | 3:39     |  |

| Depeche Mode Live Spirits CD 2 |                                                                                                  |          |  |
| N.º                            | Título                                                                                           | Duración |  |
| 1.                             | «Where's the Revolution» (en vivo en Berlín en 2018)                                             | 5:02     |  |
| 2.                             | «Everything Counts» (en vivo en Berlín en 2018)                                                  | 8:07     |  |
| 3.                             | «Stripped» (en vivo en Berlín en 2018)                                                           | 5:04     |  |
| 4.                             | «Enjoy the Silence» (en vivo en Berlín en 2018)                                                  | 7:24     |  |
| 5.                             | «Never Let Me Down Again» (en vivo en Berlín en 2018)                                            | 6:21     |  |
| 6.                             | «I Want You Now» (en vivo en Berlín en 2018; en versión acústica sólo con piano)                 | 4:32     |  |
| 7.                             | «"Heroes"» (en vivo en Berlín en 2018)                                                           | 6:27     |  |
| 8.                             | «Walking in My Shoes» (en vivo en Berlín en 2018, con elementos de su versión Random Carpet Mix) | 8:29     |  |
| 9.                             | «Personal Jesus» (en vivo en Berlín en 2018)                                                     | 6:17     |  |
| 10.                            | «Just Can't Get Enough» (en vivo en Berlín en 2018)                                              | 6:51     |  |

## Datos
- Es la primera vez que se incluyó una versión en un álbum en vivo de DM.
- Live Spirits es el primer directo de DM con menos canciones de Martin Gore desde 1985, solo 16 de los temas que incluye son de su autoría.

Es el segundo documental realizado de la banda después del clásico de 1988 101. El grupo liberó el concierto un día antes de su llegada a tiendas, a través de YouTube, lo cual fue apreciado por la crítica debido al gesto de generosidad de DM en plena situación de la pandemia por covid19 en 2020.